# Louis Auguste Blanqui
Louis Auguste Blanqui, född 8 februari 1805 i Puget-Théniers, död 1 januari 1881, var en fransk teoretiker, socialist, revolutionär och politisk aktivist. Han var bror till ekonomen Jérôme-Adolphe Blanqui.
Blanquis kompromisslösa form av kommunism och hans vilja att genomdriva den med våld gjorde att han hamnade i konflikt med alla franska regeringar under sin livstid. Han tillbringade halva sitt liv i fängelse. I sina politiska idéer var Blanqui starkt påverkad av Gracchus Babeuf som efter revolutionen 1789 agiterade för en våldsam samhällsomdaning och samlade tusentals svältande arbetare kring sig (och på grund av sin våldsamhet – åtminstone lika många kring sina politiska motståndare).
Förutom hans oräkneliga journalistiska verk publicerade han ett astronomiskt arbete med titeln L'Éternité par les astres 1872, och efter hans död samlades hans essäer om ekonomi och samhälle i Critique sociale som utkom 1885.

## Biografi
Louis Auguste Blanqui föddes i Puget-Théniers i departementet Alpes-Maritimes. Hans far Jean Dominique Blanqui var underprefekt. Blanqui studerade både juridik och medicin, men det var politik som var hans stora passion och han blev snabbt mycket känd för sina radikala åsikter.
Blanqui deltog aktivt i julirevolutionen 1830. Under Ludvig Filip I:s regim höll han fast vid de republikanska doktrinerna vilket ledde till att han upprepade gånger dömdes till fängelse. Han var en av ledargestalterna bakom Société des Saisons och var delaktig i dess väpnade uppror, för vilket han 1840 dömdes till döden, en dom som senare omvandlades till livstids fängelse. Han släpptes under februarirevolutionen 1848 och återupptog genast sina attacker mot samhällets institutioner. Han fann revolutionen otillfredsställande. För att påverka regeringen grundade han Société républicaine centrale, vars våldsamma metoder gjorde att han hamnade i konflikt med mer moderata republikaner, och 1849 dömdes han till tio års fängelse. 1865, då han åter dömts till fängelse, denna gång av kejsardömet, lyckades han rymma och fortsatte sina propagandakampanjer från utlandet. Efter den allmänna amnestin 1869 återvände han till Frankrike.
Blanqui fortsatte att använda sina våldsamma metoder, och 1870 låg han bakom två misslyckade väpnade demonstrationer: Den 12 januari vid Victor Noirs begravning (en journalist som sköts av Pierre Bonaparte) och den 14 augusti då han försökte komma över vapen i en kasern. Då kejsardömet föll 4 september, startade Blanqui den politiska klubben och tidningen La patrie en danger. Han tillhörde den grupp som tillfälligtvis lyckades ta makten 31 oktober, för vilket han åter igen dömdes till döden 17 mars 1871. Några dagar därefter utbröt de våldsamma uppror som ledde till Pariskommunen. Blanqui satt i fängelse och kunde inte delta i upproret men valdes ändå in i Pariskommunens styrelse. 1872 blev han dömd till deportation tillsammans med de andra revolutionärerna som överlevt kommunens fall. Hans sviktande hälsa gjorde emellertid att straffet omvandlades till fängelse. 1879 valdes han in i stadsfullmäktige i Bordeaux. Trots att valet genast ogiltigförklarades frigavs Blanqui. Han började genast agitera igen.
Efter ett tal vid ett revolutionärt möte i Paris 1 januari 1881 drabbades han av ett slaganfall och avled. Han begravdes på kyrkogården Père-Lachaise i Paris.

## Influenser
Blanquis idéer sammanfattas i vad som kallas blanquismen och går ut på att organiserade grupper av revolutionärer med våld skall överta makten i kapitalistiska och reaktionära regimer. Revolutionärerna upprättar därefter en diktatur och använder sedan sin makt för att introducera en ny regim som bygger på egendomsgemenskap. Vissa av Blanquis revolutionära idéer kom att påverka den efterföljande generationen kommunister.